# ۳۳ (پیش از میلاد)
۳۳ (پیش از میلاد) ۳۳مین سال قبل از تقویم میلادی است.